# Лист, Ференц
Фе́ренц (Франц) Лист (венг. Liszt Ferenc, нем. Franz Liszt; 22 октября 1811, Доборьян, Венгрия — 31 июля 1886, Байройт, Германская империя) — венгро-немецкий композитор, пианист-виртуоз, педагог, дирижёр, публицист, крупный представитель музыкального романтизма.
Лист был одним из величайших пианистов XIX века. Его эпоха была расцветом концертного пианизма, Лист был в авангарде этого процесса, имея безграничные технические возможности. До сих пор его виртуозность остаётся ориентиром для современных пианистов, а произведения — вершинами фортепианной виртуозности.
В 1843 году Лист совершил вместе с тенором Джованни Батистой Рубини гастрольное концертное турне по Нидерландам и Германии.
Активная концертная деятельность в целом завершилась в 1848 году, после чего Лист выступал редко.
Как композитор Лист сделал массу открытий в области гармонии, мелодики, формы и фактуры. Создал новые инструментальные жанры (рапсодия, симфоническая поэма) и основал Веймарскую (новонемецкую) школу. Сформировал структуру одночастно-циклической формы, которая намечалась у Шумана и Шопена, но не была развита так смело.
Лист активно пропагандировал идею синтеза искусств (единомышленником его в этом был Вагнер). Он говорил, что время «чистых искусств» закончилось (этот тезис был выдвинут к 1850-м годам). Если Вагнер видел этот синтез в связи музыки и слова, то для Листа он более связан с живописью, архитектурой, хотя и литература играла большую роль. Отсюда такое обилие программных произведений: «Обручение» (по картине Рафаэля), «Мыслитель» (скульптура Микеланджело на надгробии Лоренцо Медичи) и множество других. В дальнейшем идеи синтеза искусств нашли широкое применение. Лист верил в силу искусства, которое может влиять на массы людей, бороться со злом. С этим связана его просветительская деятельность.
Лист вёл педагогическую деятельность. К нему в Веймар приезжали пианисты со всей Европы. В собственном доме, где был зал, Лист давал приезжим открытые уроки, причём никогда не брал за это денег. В числе других его посетили А. П. Бородин, А. И. Зилоти и Эжен д’Альбер.
Дирижёрской деятельностью Лист занялся в Веймаре. Там он ставил оперы (в том числе Вагнера), исполнял симфонии.
Среди литературных работ — книга о Шопене, книга о музыке венгерских цыган, а также множество статей, посвящённых актуальным и глобальным вопросам.

## Биография
Ференц Лист родился 22 октября 1811 года в Венгрии, в городке Доборьян (австрийское название Райдинг), комитат Шопрон (ныне — австрийская земля Бургенланд) и был единственным ребёнком в семье. Родным языком Листа был немецкий.

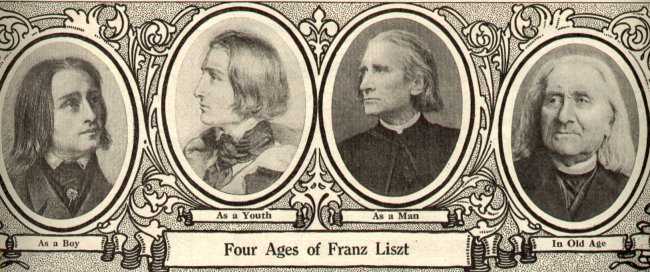
Лист в разном возрасте

### Родители
Его отец, Адам Лист (1776—1827) служил чиновником в администрации князя Эстерхази. Князья Эстерхази поощряли искусство. До 14 лет Адам играл на виолончели в оркестре князя, руководимом Йозефом Гайдном. После окончания католической гимназии в Прессбурге (ныне Братислава) Адам Лист поступил послушником во францисканский орден, но спустя два года решил из него уйти. По некоторым сведениям, он на всю жизнь сохранил дружбу с одним из францисканцев, что, как предполагают некоторые исследователи, вдохновило его назвать сына Францем, а сам Лист, также поддерживая связи с францисканцами, в поздние годы жизни вступил в орден. Адам Лист сочинял, посвящая свои произведения Эстерхази. В 1805 году он добился своего назначения в Айзенштадт, где располагалась резиденция князей. Там в 1805—1809 годах в свободное от основной работы время он продолжил играть в оркестре, имея возможность работать со многими приезжавшими туда музыкантами, включая Керубини и Бетховена. В 1809 году Адам был отослан в Райдинг. В доме у него висел портрет Бетховена, который был кумиром отца и впоследствии стал кумиром сына.
Мать Ференца Листа, Анна-Мария, урождённая Лаггер (1788—1866), дочь пекаря из Кремса-на-Дунае. Осиротев в 9 лет, она была вынуждена переехать в Вену, где была горничной, а в 20 лет переехала в Маттерсбург к брату. В 1810 году Адам Лист, приехав в Маттерсбург навестить отца, познакомился с ней, а в январе 1811 года они поженились.
В октябре 1811 года родился сын, ставший их единственным ребёнком. Имя, данное при крещении, было записано по-латыни как Franciscus, а по-немецки произносилось Франц. В венгерских источниках используется имя Ференц, хотя сам Лист, плохо владея языком, его использовал редко. В советское время имя Ференц закрепилось в литературе на русском и других языках народов СССР, а также в польском, чешском, болгарском и монгольском языках.
Участие отца в музыкальном формировании сына было исключительным. Адам Лист рано начал учить сына музыке (по некоторым сведениям 1817 год — начало обучения игре на фортепиано под руководством отца), сам давал ему уроки. В церкви мальчика учили пению, а местный органист — игре на органе. После трёхлетних занятий Ференц в возрасте восьми лет впервые выступил в публичном концерте. Отец возил его в дома знатных вельмож, где мальчик играл на рояле, и сумел вызвать среди них благожелательное отношение. Понимая, что сыну нужна серьёзная школа, отец везёт его в Вену.
С 1821 года Лист занимался в Вене игрой на фортепиано у Карла Черни, который согласился учить мальчика безвозмездно. Великому педагогу мальчик поначалу не понравился, так как был тщедушным и слабым физически. Школа Черни дала Листу универсальность его фортепианного искусства. Теорией Лист, также безвозмездно, занимался у Антонио Сальери, который 25 августа 1822 года писал Николаю (Миклошу) Эстерхази: «После того как я случайно услышал мальчика Франческо Листа, прелюдирующего и играющего с листа на фортепиано, я был так поражён, что мне казалось, будто всё это я вижу во сне». Выступая на концертах, Лист произвёл сенсацию среди венской публики. Во время одного из них Бетховен после блестящей импровизации Ференца в каденции одного из своих концертов поцеловал его. Лист об этом вспоминал всю жизнь.

### Парижский период (1823—1835 гг.)
После Вены Лист поехал в Париж (1823). Целью была Парижская консерватория, но Листа туда не приняли, так как принимали только французов. Любопытно, что этот бюрократический отказ санкционировал директор консерватории — итальянец Л. Керубини. Однако отец решил остаться в Париже, несмотря на сложное материальное положение. Из-за этого приходилось постоянно организовывать выступления. Так в раннем возрасте началась профессиональная деятельность Листа.
Занимались с Листом педагоги из той же Парижской консерватории (среди них были такие выдающиеся музыканты, как известный итальянский композитор и оперный дирижёр Фердинандо Паер и профессор консерватории Антонин Рейха), однако никто больше не учил его фортепианной игре. Черни был последним его педагогом по фортепиано.
В этот период Лист начал сочинять — в основном, репертуар для своих выступлений — этюды. В 14 лет начал оперу «Дон Санчо, или Замок любви», которая даже была поставлена в Grand-Opera в 1825 году.
Постоянные концертные выступления были для юного музыканта психологически изматывающими, и в семье было принято решение отправиться на море в оздоровительных целях. Там в 1827 году Адам Лист простудился, развилась пневмония, и он умер. Ференц тяжело переживал это событие, около 3 лет был в подавленном состоянии. К тому же его раздражала его роль «паяца», диковинки в светских салонах. По этим причинам на несколько лет Лист выключился из жизни Парижа, был даже опубликован его некролог. Возросло мистическое настроение, и прежде замеченное в Листе.
В свете Лист появился только в 1830 году. Это год Июльской революции. Листа увлекла бурная жизнь вокруг него, призывы к справедливости. Возникла идея «Революционной симфонии», в которой должны были быть использованы революционные песни. Лист вернулся к активной деятельности, с успехом концертировал. Образовался круг близких ему музыкантов: Берлиоз (создавший в это время «Фантастическую симфонию»), Паганини (приехавший в Париж в 1831 году). Игра гениального скрипача побудила Листа добиться ещё большего совершенства в исполнении. На некоторое время он отказался от концертирования, усиленно работал над техникой и переложил для фортепиано каприсы Паганини, вышедшие под названием шести этюдов. Это был первый и чрезвычайно блестящий опыт в фортепианном переложении, которое впоследствии Лист довёл до столь высокой степени.
На Листа как на виртуоза имел также громадное влияние Шопен, который, согласно распространённому мнению, к Листу относился скептически, не успев увидеть расцвета его творчества после 1848 года и видя в нём только виртуоза, однако, как художник-исполнитель Лист был высоко ценим Шопеном, общавшимся с ним в Париже. В письме 1833 года Шопен написал: «Я хотел бы похитить у него манеру исполнения моих собственных этюдов».
Среди знакомых Листа также писатели Дюма, Гюго, Мюссе, Жорж Санд.
Около 1835 года вышли статьи Листа о социальном положении артистов во Франции, о Шумане и др. В это же время Лист начал и педагогическую деятельность, которую никогда позже не оставлял.
В начале 30-х годов Лист познакомился с графиней Мари д’Агу, подругой Жорж Санд. Она увлекалась современным искусством. Графиня имела некоторые литературные способности и печаталась под псевдонимом Даниель Стерн. Творчество Жорж Санд было для неё эталоном. Графиня д’Агу и Лист были в состоянии романтической влюблённости. В 1835 году графиня ушла от мужа и порвала все связи со своим кругом. Вместе с Листом она уехала в Швейцарию — так начался следующий период жизни Листа.

### «Годы странствий» (1835—1848 гг.)

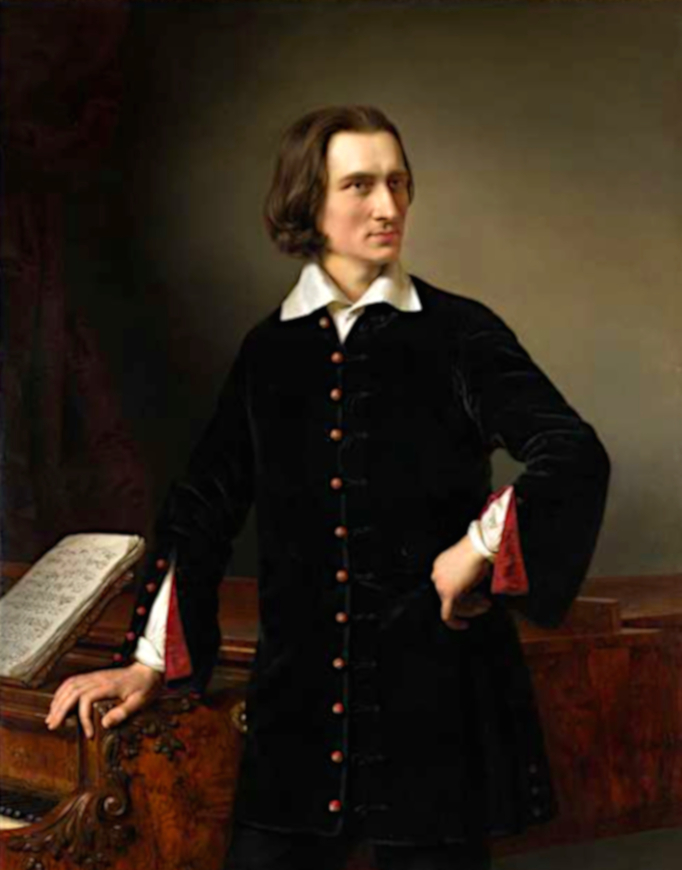
Ференц Лист. 1847. Портрет работы Миклоша Барабаша

С 1835 по 1848 годы длится следующий период жизни Листа, за которым закрепилось название «Годы странствий» (по названию сборника пьес).
В Швейцарии Лист и Мари д’Агу жили в Женеве и по временам — в каком-нибудь живописном селении. Лист делал первые наброски пьес для сборника «Альбом путешественника», который впоследствии стал «Годами странствий» (фр. «Années de pèlerinage»), преподавал в Женевской консерватории, работал над незаконченным «Методом фортепианной игры», иногда ездил в Париж с концертами. Однако Париж уже увлечён другим виртуозом — Тальбергом, и Лист не имел былой популярности. В это время Лист уже начал придавать своим концертам просветительскую тематику — играл симфонии (в своём переложении для фортепиано) и концерты Бетховена, парафразы на темы из опер и др. Вместе с д’Агу Лист написал статью «О роли искусства и положении художника в современном обществе». В Женеве Лист не выпал из активной европейской жизни. К нему приезжали друзья из Парижа, в том числе Жорж Санд.
В 1837 году, уже имея одного ребёнка — дочь Бландину, Лист и д’Агу поехали в Италию. Здесь они посетили Рим, Неаполь, Венецию, Флоренцию — центры искусства и культуры. Из Италии Лист писал очерки о местной музыкальной жизни, которые посылал в Париж для публикации. Для них был избран жанр письма. Адресат большей части писем — Жорж Санд, которая отвечала Листу также очерками в журнале.
В Италии Лист впервые в истории сыграл сольный концерт, без участия других музыкантов. Это было смелое и дерзкое решение, которое окончательно обособило концертные выступления от салонных.
К этому же времени относятся фантазии и парафразы на темы из опер (в том числе из «Лючии» Доницетти), переложения «Пасторальной симфонии» Бетховена и многих сочинений Берлиоза. Дав несколько концертов в Париже и Вене, Лист возвратился в Италию (1839), где окончил переложение симфоний Бетховена для фортепиано.

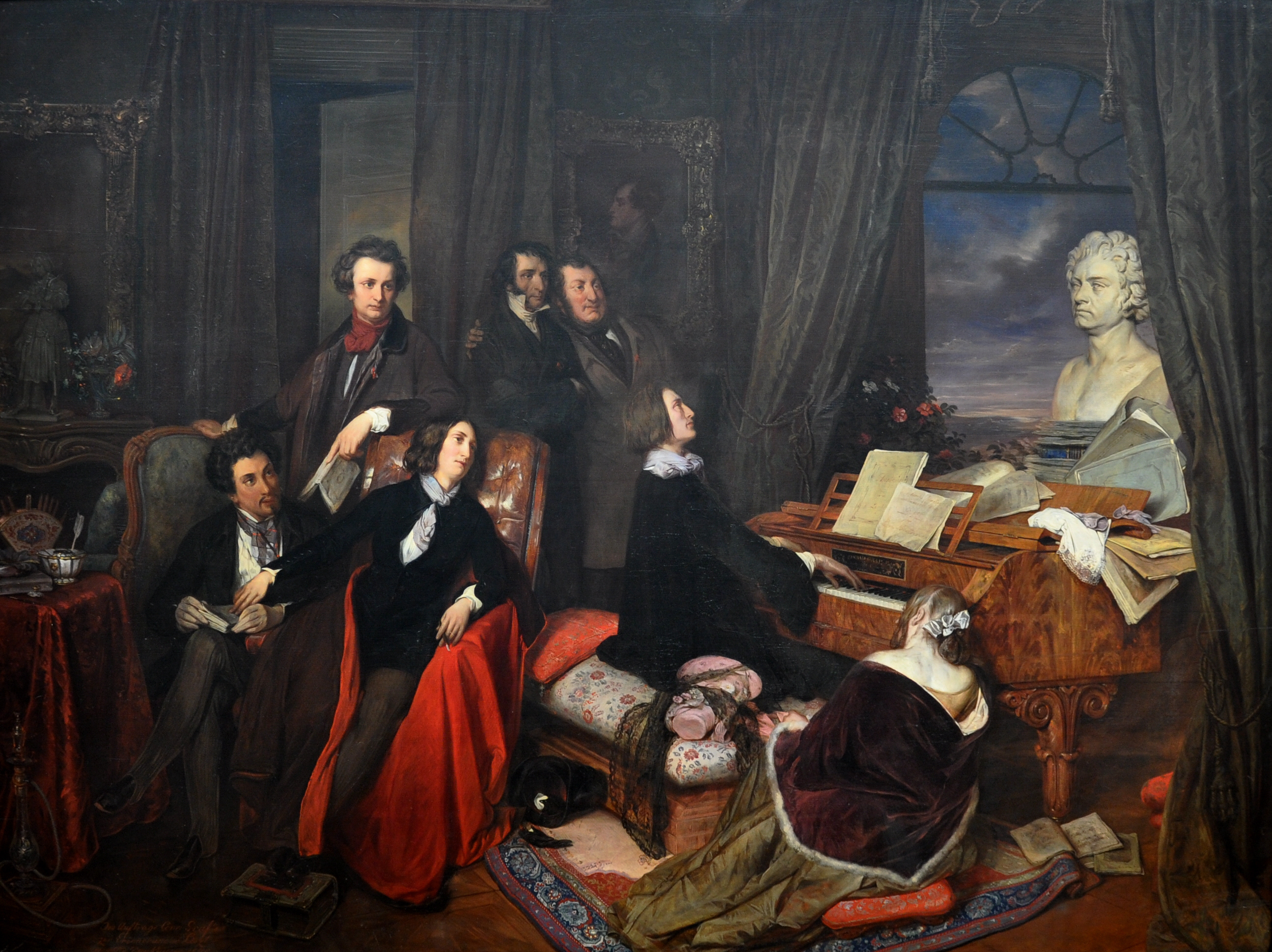
Ференц Лист у рояля, 1840, художник Йозеф Данхаузер. На картине изображены сидя: Дюма, Жорж Санд, Лист, Д’Агу; стоя: Гюго, Паганини, Россини; на рояле бюст Бетховена

В 1841 году Ференц Лист был принят в масонскую ложу «Zur Einigkeit» («К единению») во Франкфурте-на-Майне. Он был возвышен до степени подмастерья и возведён в степень мастера-масона, являясь членом берлинской ложи «Zur Eintracht» («К согласию»). С 1845 года он был также почётным членом ложи «Modestia cum Libertate» в Цюрихе, и с 1870 года ложи в Пеште (Будапешт-Венгрия).
Между 1842 и 1848 годами Лист несколько раз объехал всю Европу, в том числе Россию, Испанию, Португалию, был в Турции. Это был пик его концертной деятельности. В России Лист был в 1842, 1843 и 1847 годах. В Санкт-Петербурге Листа слушали выдающиеся деятели русской музыки — В. В. Стасов, А. Н. Серов, М. И. Глинка. При этом Стасов и Серов вспоминали о своём потрясении от его игры, а Глинке Лист не понравился, он выше ставил Фильда.
Лист интересовался русской музыкой. Он очень высоко оценил музыку «Руслана и Людмилы», сделал фортепианную транскрипцию «Марша Черномора», вёл переписку с композиторами «Могучей кучки». В последующие годы связи с Россией не прерывались: в частности, Лист издал сборник избранных отрывков из русских опер.
По воспоминаниям А. Мартынова, в 1843 году будучи в Москве на гастролях Ференц Лист пришёл в восторг от мастерства исполнения цыганского хора при ресторане «Яр». Свой первый концерт в Большом театре он открыл вариациями на тему цыганской песни «Ты не поверишь, как ты мила».
В это время Лист познакомился с княгиней Каролиной Витгенштейн, женой Николая Петровича Витгенштейна (1812—1864). В 1847 году они решили пожениться, но Каролина была замужем и, кроме того, истово исповедовала католицизм. Поэтому пришлось добиваться развода и нового венчания, которое должны были разрешить русский император и папа римский.
В это же время достигла пика просветительская деятельность Листа. В свои концертные программы он включал множество фортепианных произведений классиков (Бетховена, Баха), собственные переложения симфоний Бетховена и Берлиоза, песен Шуберта, органных произведений Баха. По инициативе Листа в 1845 году были организованы торжества в честь Бетховена в Бонне, он же внёс недостающую сумму для установки там же памятника гениальному композитору.
Однако через некоторое время Лист разочаровался в своей просветительской деятельности. Он понял, что она не достигает цели, а обывателю приятнее послушать попурри из модной оперы, чем сонату Бетховена. Активная концертная деятельность Листа прекратилась.
Лист давно мечтал поехать в Венгрию, однако его подруга Мари д’Агу была против этой поездки. В это же время в Венгрии произошло большое наводнение, и Лист, обладая уже огромной популярностью и славой, посчитал своим долгом помочь соотечественникам. Так произошёл разрыв с д’Агу, и в Венгрию он уехал один.

### Веймарский период (1848—1861 гг.)
Австрия и Венгрия встретили Листа триумфально. В Вене после одного из концертов к нему подошёл Сигизмунд Тальберг, давний его конкурент, признав превосходство Листа. В Венгрии Лист стал выразителем патриотического подъёма нации. На его концерты дворяне приходили в национальных костюмах, преподносили ему дары. Средства от концертов Лист перевёл в пользу пострадавших от наводнения.
Это наиболее плодотворный период творческой деятельности Листа, когда получили окончательное воплощение его самые значительные творческие замыслы. В Веймаре были созданы 12 (из 13) симфонических поэм. Это новый жанр романтической программной музыки, вдохновленный поэзией, драматургией или живописью: «Что слышно на горе», «Мазепа», «Прелюды», «Идеалы», «Тассо», «Прометей», «Гамлет», «Битва гуннов» и т. д.. Тогда же появились 2 программные симфонии «Фауст» и «Данте», новые редакции 2х фортепианных концертов, «Этюдов высшего исполнительского мастерства» и «Этюдов по каприсам Паганини», «Утешения», «Траурное шествие», два тома «Годов странствий», соната си минор, 15 Венгерских рапсодий (из 19-ти), песни, Гранская месса и другие сочинения.
Небывалый размах получает просветительская деятельность Листа. Под его управлением на сцене Веймарского театра были поставлены 43 оперы — от Глюка и Моцарта до Верди и Вагнера, причём 8 — впервые в мире. Он исполнил все симфонии Бетховена, различные сочинения Шуберта и Берлиоза, Шумана и Глинки, многих других композиторов. К их исполнению писал пояснения и большие статьи, иногда совместно с Каролиной, в которых излагал свои взгляды на пути развития музыки. Стремясь поддерживать современных музыкантов-новаторов, Лист устраивал специальные «музыкальные недели», посвящённые творчеству того или иного композитора (неделя Берлиоза, неделя Вагнера и пр.). Он боролся с обветшавшими традициями, рутиной.
Благодаря Листу маленький Веймар превратился в один из культурных центров Германии. Вокруг него группируются друзья, ученики — пианисты, композиторы, которые съезжаются в Веймар со всей Европы. Один из них, выдающийся дирижёр и пианист Ганс фон Бюлов становится мужем младшей дочери Листа Козимы.
Однако консервативная веймарская публика совсем не понимала новаторских устремлений Листа. Концерты посещались плохо (симфония «Гарольд в Италии» исполнялась перед пустым залом). Положение композитора осложняла правовая неупорядоченность его личной жизни — Каролине, несмотря на все усилия, так и не удалось получить развод, поэтому Лист не мог вступить с ней в законный брак. (В октябре 1861 года Лист вслед за Каролиной приехал в Рим, чтобы в день своего 50-летия обвенчаться в церкви Сан-Карло, где все уже было готово к праздничной церемонии. Но его ждал неожиданный удар: накануне вечером к княгине Витгенштейн явился посланец церкви с известием, что венчание должно быть отложено по протесту её родственников. Она в отчаянии отказалась от бесплодной борьбы и стала вести затворническую жизнь, все больше погружаясь в религию.) Его тяжёлое душевное состояние усугубила смерть сына и старшей дочери.

### Поздние годы

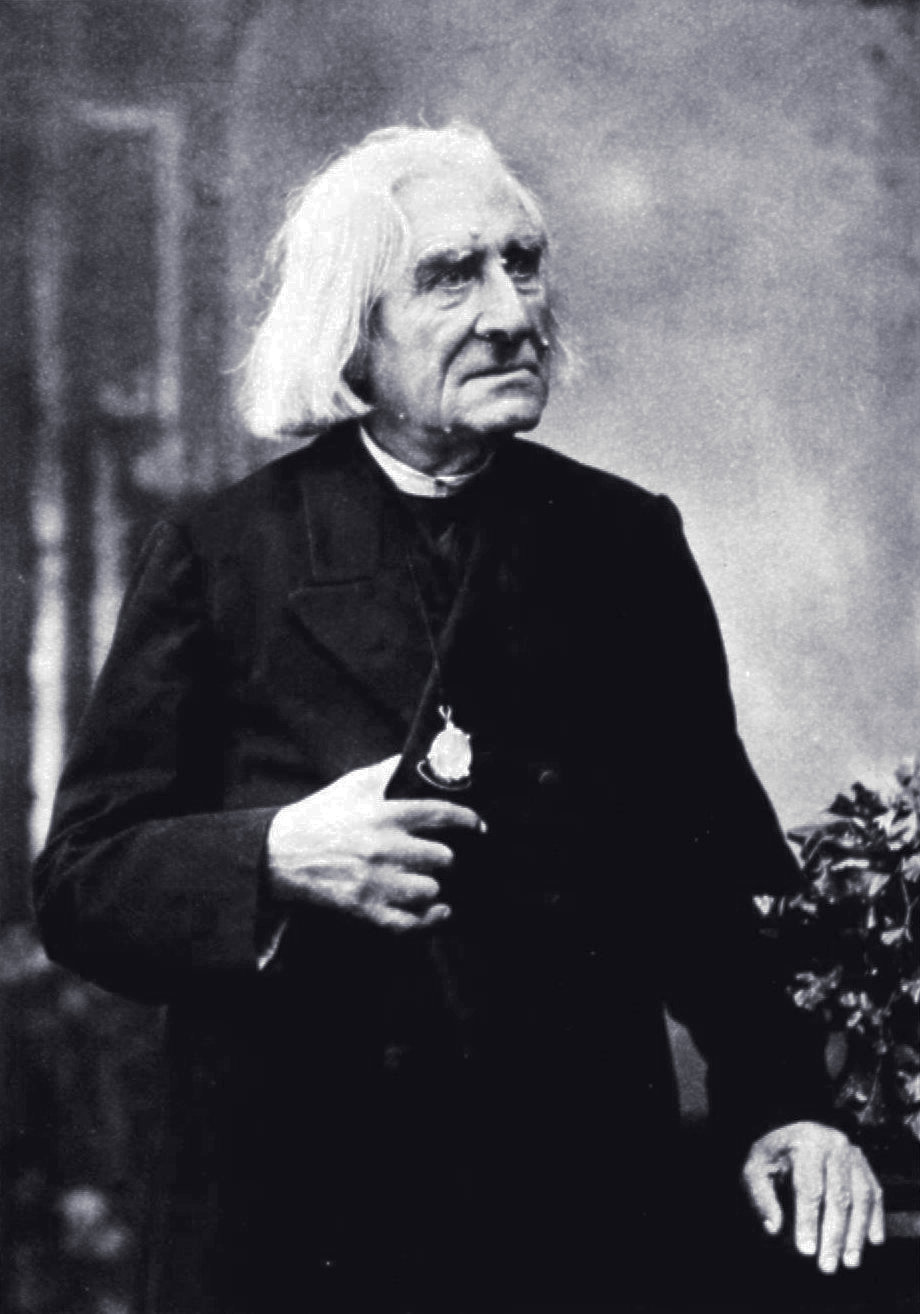
Ференц Лист в поздние годы

В начале 60-х годов Лист и Каролина переселились в Рим, но жили в разных домах. Она настаивала на том, чтобы Лист стал церковнослужителем, и в 1865 году он принял малый постриг в аколиты. Творческие интересы Листа лежали теперь преимущественно в области духовной музыки: это оратории «Легенда о святой Елизавете», «Христос», четыре псалма, реквием и венгерская коронационная месса (нем. Kronungsmesse). Кроме того, появился третий том «Годов странствий», насыщенный философскими мотивами. В Риме Лист играл, но чрезвычайно редко.
В 1866 году Лист ездил в Веймар, где начался так называемый его второй веймарский период. Жил он в скромном домике своего бывшего садовника. Как и раньше, к нему приезжали молодые музыканты — среди них Григ, Бородин, Зилоти.

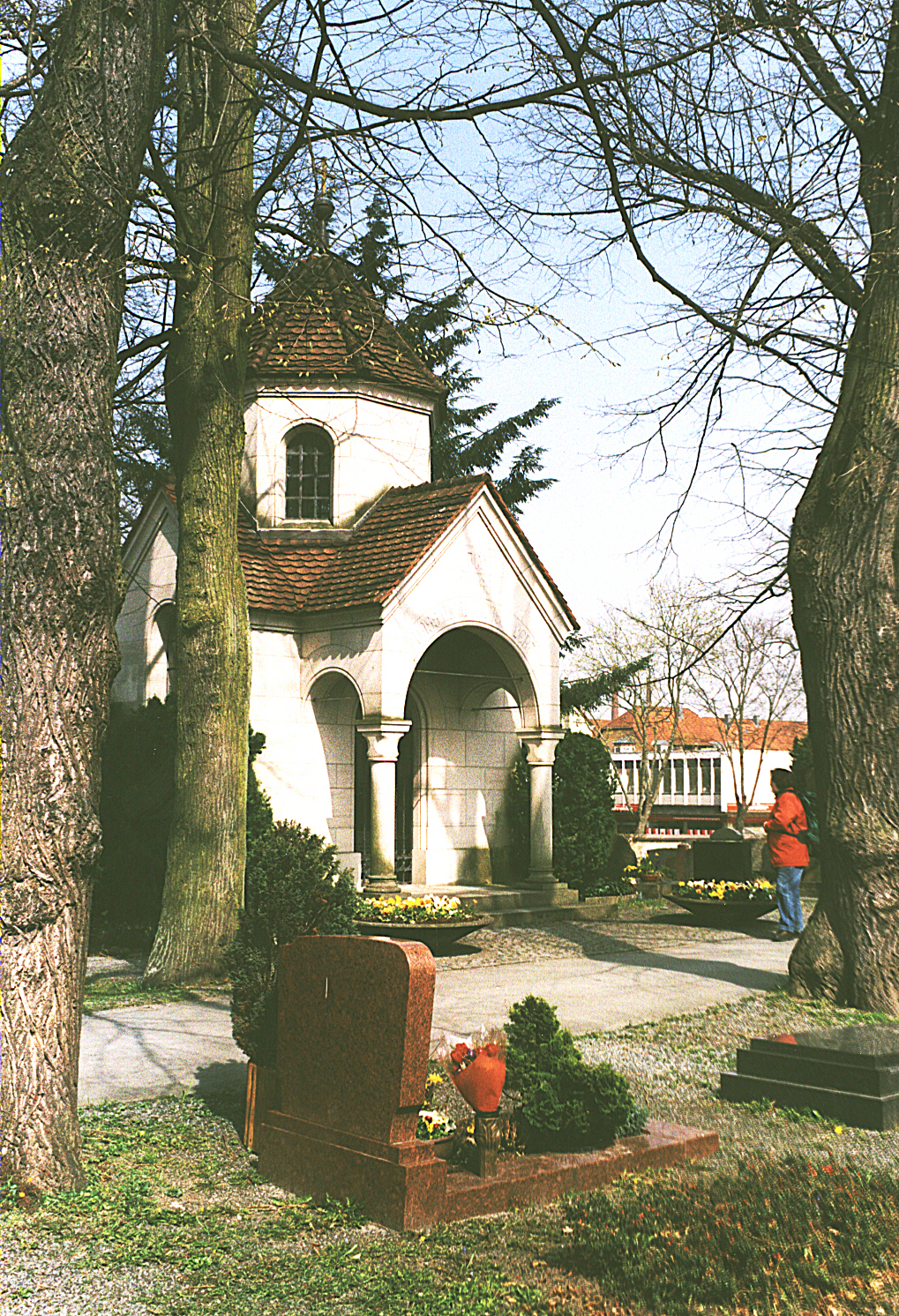
Мавзолей Листа в Байройте

В 1875 году деятельность Листа сосредоточилась преимущественно в Венгрии (в Пеште), где он был избран президентом вновь основанной Высшей школы музыки. Лист преподавал, среди его учеников — Эмиль фон Зауэр, Александр Зилоти, Карл Таузиг, Карой Аггази, д’Альбер, Мориц Розенталь, Вера Тиманова, Софи Ментер и многие другие. Написал «Забытые вальсы» и новые рапсодии для фортепиано, цикл «Венгерские исторические портреты» (о фигурах венгерского освободительного движения).
Дочь Листа Козима в это время стала женой Вагнера (их сын — известный дирижёр Зигфрид Вагнер). После смерти Вагнера она продолжала организовывать вагнеровские фестивали в Байройте. На одном из фестивалей в 1886 году Лист простудился, вскоре простуда перешла в воспаление лёгких. Здоровье его начало ухудшаться, беспокоило сердце. Из-за отёков ног он передвигался лишь с посторонней помощью.
19 июля 1886 года состоялся его последний концерт. Умер Лист 31 июля того же года в гостинице на руках камердинера.

## Факты
- Современные музыковеды считают Листа родоначальником мастер-класса как формы совершенствования профессионального мастерства музыканта[7]. Его первым мастер-классом считается занятие в Веймаре в 1869 году.
- Император Франц Иосиф I 30 октября 1859 возвёл Листа в рыцарское достоинство, оставив при этом собственноручную запись полного имени Листа: Франц Риттер фон Лист[8] (Franz Ritter von Liszt, от нем. Ritter — рыцарь, всадник).

## Память

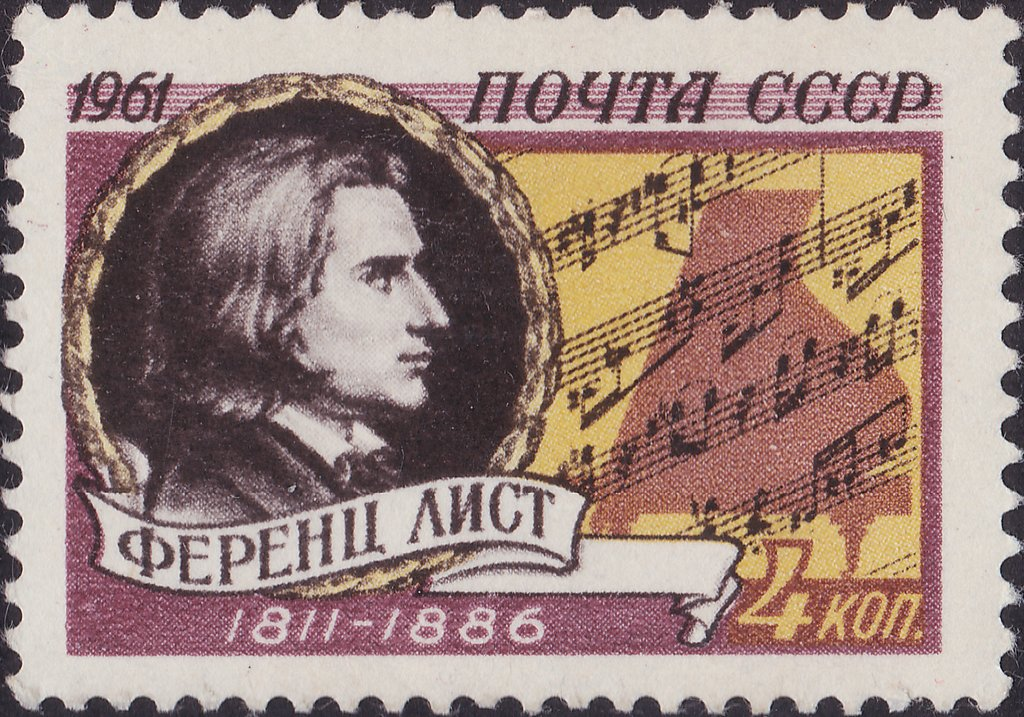
Ференц Лист и Венгерская рапсодия № 2 на марке СССР 1961 года

- Имя было присвоено Национальной венгерской музыкальной академии (Будапешт).
- Имя Ференца Листа носит Международный аэропорт Будапешта — главная воздушная гавань Венгрии.
- Имя Ференца Листа было присвоено музыкальной школе в Москве в 2012 г.
- Бюст Ференца Листа установлен 13 июня 2022 года в Бакинской музыкальной академии имени Узеира Гаджибекова.

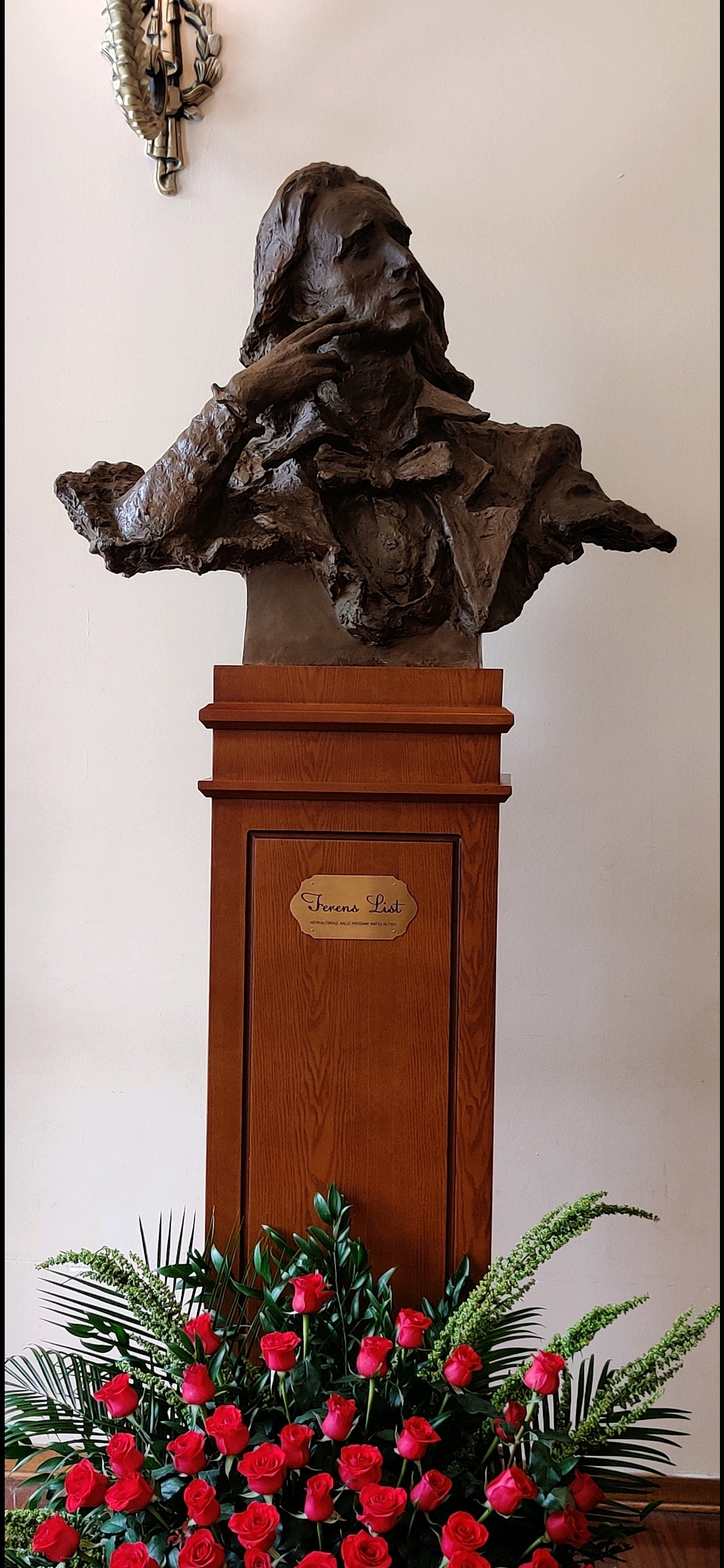
Бюст Ференца Листа в Бакинской музыкальной академии имени Узеира Гаджибекова. Работа Натика Алиева.

### Дом-музей Ференца Листа в Веймаре
Экспозиция музея размещается в бывшем доме садовника герцога Карла Августа, в котором композитор Ференц Лист жил в 1869—1886 годах. Среди мемориальных предметов в музее находится рояль «Бехштайн» и фортепиано «Ибах», которыми пользовались Лист и его ученики. Обстановка жилых помещений дома сохранена в первоначальном виде, в котором создавалась при личном участии Листа. В экспозиции музея отражена также деятельность Листа как природного капельмейстера Веймарского театра, на сцене которого он поставил более 40 опер.

## Произведения

Мемориальная доска Ференца Листа (г. Киев).

Всего сочинений Листа 647: из них 63 для оркестра, около 300 переложений для фортепиано. Во всём, что писал Лист, видна самобытность, стремление к новым путям, богатство фантазии, смелость и новизна приёмов, своеобразный взгляд на искусство. Его инструментальные сочинения представляют замечательный шаг вперёд в музыкальной архитектонике. 13 симфонических поэм, симфонии «Фауст» и «Divina commedia», фортепианные концерты представляют богатейший новый материал для исследователя музыкальной формы. Из музыкально-литературных произведений Листа выдаются брошюры о Шопене (переведена на русский язык П. А. Зиновьевым в 1887 году), о «Бенвенуто Челлини» Берлиоза, Шуберте, статьи в «Neue Zeitschrift für Musik» и большое сочинение о венгерской музыке («Des Bohémiens et de leur musique en Hongrie»).
Кроме того, Ференц Лист известен своими Венгерскими рапсодиями (время создания 1851—1886), которые являются одними из наиболее ярких и оригинальных его художественных произведений. Лист использовал фольклорные источники (в основном цыганские мотивы), хотя часто многие композиции были написаны представителями среднего класса или такими видными композиторами, как Йожеф Косовиц.
Жанр инструментальной рапсодии является своего рода «новацией» Листа.
Рапсодии создавались в следующие года: № 1 — около 1851 года, № 2 — 1847 год, № 3—15 — около 1853-го, № 16 — 1882 год, № 17—19—1885 год.

## Список сочинений
Примечание. В современной науке и исполнительской практике сочинения Листа идентифицируют по каталогу Хамфри Сёрла (принятое сокращение S.):  Searle H. The Music of Liszt. 2nd revised ed., with additions by Sh. Winklhofer and L. Howard. New York: Dover Publications Inc., 1966. 

### Фортепианные произведения
- Этюды высшего исполнительского мастерства / Трансцендентные этюды (1-я редакция — 1826, 2-я — 1836, 3-я — 1851)

1. C-dur (Preludio / Прелюдия)
2. a-moll (Fusées)
3. F-dur (Paysage / Пейзаж)
4. d-moll (Mazeppa / Мазепа)
5. B-dur (Feux follets / Блуждающие огни)
6. g-moll (Vision / Видение)
7. Es-dur (Eroica)
8. c-moll (Wilde Jagd / Дикая охота)
9. As-dur (Ricordanza / Воспоминание)
10. f-moll (Appassionata)
11. Des-dur (Harmonies du soir / Вечерние гармонии)
12. b-moll (Chasse-neige / Метель)

- Этюды по каприсам Паганини S.141 / Bravourstudien nach Paganinis Capricen — (1-я ред. Бравурные, 1838, 2-я ред. Большие этюды по каприсам Паганини — Grandes Etudes de Paganini, 1851):
  1. Tremolo g-moll;
  2. Octaves Es-dur;
  3. La campanella gis-moll;
  4. Arpeggio E-dur;
  5. La Chasse E-dur;
  6. Theme et variations a-moll.
- 3 концертных этюда (около 1848)
- 2 концертных этюда (около 1862)
- «Альбом путешественника» (1835—1836)
- «Годы странствий» (Années de pèlerinage)
  - 1-й год — Швейцария S.160 (9 пьес, 1835—1854)
    - I. La chapelle de Guillaume Tell / Часовня Вильгельма Телля
    - II. Au lac de Wallenstadt / На Валленштадском озере
    - III. Pastorale / Пастораль
    - IV. Au bord d’une source / У родника
    - V. Orage / Гроза
    - VI. Vallée d’Obermann / Долина Обермана
    - VII. Eclogue / Эклога
    - VIII. Le mal du pays / Тоска по родине
    - IX. Les cloches de Genève / Женевские колокола

  - 2-й год — Италия S.161 (7 пьес, 1838—1849)
    - I. Sposalizio / Обручение
    - II. Il penseroso / Мыслитель
    - III. Canzonetta del Salvator Rosa / Канцонетта Сальватора Розы
    - IV. Sonetto 47 del Petrarca / Сонет Петрарки № 47 (Des-dur)
    - V. Sonetto 104 del Petrarca / Сонет Петрарки № 104 (E-dur)
    - VI. Sonetto 123 del Petrarca / Сонет Петрарки № 123 (As-dur)
    - VII. Après une lecture du Dante. Fantasia quasi una sonata / По прочтении Данте (соната-фантазия)

  - Дополнение «Венеция и Неаполь» S.162 (3 пьесы, 1859)
    - I. Gondoliera / Гондольера
    - II. Canzone / Канцона
    - III. Tarantella / Тарантелла

  - 3-й год S.163  (7 пьес, 1867—1877)
    - I. Angelus. Prière aux anges gardiens / Молитва к ангелу хранителю
    - II. Aux cyprès de la Villa d’Este I / У кипарисов виллы д’Эсте. Тренодия I
    - III. Aux cyprès de la Villa d’Este II / У кипарисов виллы д’Эсте. Тренодия II
    - IV. Les jeux d’eau à la Villa d’Este / Фонтаны виллы д’Эсте
    - V. Sunt lacrymae rerum (en mode hongrois) / В венгерском стиле
    - VI. Marche funèbre / Похоронный марш
    - VII. Sursum corda / Вознесём сердца́
- «Поэтические и религиозные гармонии», S. 173 (1845—1852)

1. Invocation
2. Ave Maria [B-dur]
3. Благословение Бога в одиночестве (Bénédiction de Dieu dans la solitude)
4. Размышление о смерти (Pensée des morts)
5. Pater noster
6. Гимн ребёнка при пробуждении (Hymne de l’enfant а son réveil)
7. Погребальное шествие (Funérailles)
8. Miserere Палестрины
9. Andante lagrimoso
10. Песнь любви (Cantique d’amour)

- «Утешения» (1849)
- «Венгерские исторические портреты» (1870—1886)
- 2 легенды S. 175 (1863)
  - I. Saint François d’Assise: La prédication aux oiseaux / Святой Франциск Ассизский, Проповедь птицам
  - II. Saint François de Paule marchant sur les flots / Святой Франциск из Паолы, идущий по волнам
- 2 баллады (1848—1853)
- Соната (1850—1853)
- «Мефисто — вальс» (около 1860, сначала — оркестровая редакция)
- Венгерские рапсодии (1-я редакция — 1840—1847, 2-я — 1847—1885), S 244

1. cis-moll
2. cis-moll
3. B-dur
4. Es-dur
5. e-moll («Héroïde-élégiaque»)
6. Des-dur
7. d-moll
8. fis-moll
9. Es-dur («Пештский карнавал»)
10. E-dur («Preludio»)
11. a-moll
12. cis-moll
13. a-moll
14. f-moll
15. a-moll («Ракоци-марш»)
16. a-moll («Празднества Мункачи в Будапеште»)
17. d-moll
18. fis-moll («Венгерская выставка в Будапеште»)
19. d-moll (на тему чардаша К. Абраньи)

- Вальсы, галопы, полонезы, чардаши, марши и другие.

### Произведения для фортепиано с оркестром
- Первый концерт Es-dur (1849, переработка — 1853, 1856)
- Второй концерт A-dur (1839, переработка — 1849, 1853, 1857, 1861)
- «Пляска смерти» (1849, переработка — 1853, 1859)

### Симфонические произведения

#### Симфонические поэмы
1. Что слышно на горе (фр. Ce qu'on entend sur la montagne, 1847—1856)
2. Тассо. Жалоба и триумф (итал. Tasso: Lamento e Trionfo, 1849; переработка — 1850—1854)
3. Прелюды (фр. Les préludes, 1848; переработка — 1850—1854)
4. Орфей (Orpheus, 1854)
5. Прометей (Prometheus, 1850, переработка — 1855)
6. Мазепа (Mazeppa, 1851)
7. Праздничные звоны (нем. Festklänge, 1858)
8. Плач о героях (фр. Héroïde funèbre, 1850—1854)
9. Венгрия (Hungaria, 1854)
10. Гамлет (Hamlet, 1858)
11. Битва гуннов (нем. Hunnenschlacht, 1857), с органом
12. Идеалы (нем. Die Ideale, 1857)
13. От колыбели до могилы (нем. Von der Wiege bis zum Grabe, 1881—1882)

#### Симфонии
- «Фауст» (1854—1857)
- «Данте» (1855—1856)

### Оратории и мессы
- «Легенда о святой Елизавете» (1857—1862)
- «Христос» (1862—1866)
- Гранская месса (1855)
- Венгерская коронационная месса (1866—1867)

### Литературные сочинения
- «Письма бакалавра музыки» (1837—1839)
- «Паганини. По поводу его смерти» (1840)
- «Шопен» (1851, новая редакция — 1879)
- «Тангейзер» (1849)
- «Лоэнгрин» (1850)
- «Летучий голландец» (1854)
- «Об „Орфее“ Глюка» (1854)
- «О „Фиделио“ Бетховена» (1854)
- «Об „Эврианте“ Вебера» (1854)
- «Золото Рейна» (1855)
- «Берлиоз и его симфония „Гарольд“» (1855)
- «Роберт Шуман» (1855)
- «Клара Шуман» (1855)
- «Моцарт. К столетию со дня рождения» (1856)
- «Критика критики. Улыбышев и Серов» (1857)
- «Джон Фильд и его ноктюрны» (1859)
- «О цыганах и их музыке в Венгрии» (1860, новая редакция — 1881)

### Постановки на музыку Листа
- «Венгерская рапсодия» № 2 (1847) — постановка 1900 года Льва Иванова
- «Маргарита и Арман» — балет Фредерика Эштона на музыку Ференца Листа был поставлен в 1963 году для Марго Фонтейн и Рудольфа Нуреева. (В настоящее время в роли Маргариты Сильви Гиллем).
- В 1958 году для Ленинградского хореографического училища Касьян Голейзовский сочинил балет «Листиана», состоящий из произведений Ференца Листа: «Забытый вальс», «Утешение», «Вальс-импровизация», «Листок из альбома» «Мыслитель», «Забытый романс», «Порыв» и «Кампанелла»
- В 1974 году балет «Отелло» на музыку Ф. Листа поставил хореограф Питер Даррелл[англ.].

#### На экране
- «Венгерская рапсодия» № 2 звучала в оскароносной серии The Cat Concerto (1946) мультсериала «Том и Джерри».
- «Венгерская рапсодия» № 2 звучала в оскароносной серии Rabbit rhapsody (1946 год) мультсериала «Bugs Bunny».
- «Венгерская рапсодия» № 2 звучала в фильме «Весёлые ребята» (сцены в мюзик-холле).

### Записи, сделанные на инструментах эпохи Листа
1. Рико Фукуда, Томиас Кох. Ференц Лист, Фредерик Шопен, Феликс Мендельсон. «Grand duo Œuvres pour duo de pianofortes». Записано на оригинальных рояля от Графа 1830 г. и 1845 г.
2. Мартин Паскаль. Ференц Лист. «Un Sospiro». Записано на оригинальном рояле Эрар 1880 г.

## Музыкальные инструменты
Известно, что для своих гастролей в Португалии и позже, в 1847 г., в Киеве и Одессе, Ференц Лист использовал рояли от Буасело. Композитор хранил инструмент от Буасело в своей резиденции «Вилла Альтенбург» в Веймаре. В 1862 г. Лист выразил глубокую привязанность к этому инструменту в письме Ксавьеру Буасело: «Несмотря на то, что клавиши почти истерлись из-за сражений с музыкой прошлого, настоящего и будущего, я никогда не соглашусь поменять его и намерен хранить до конца своих дней как помощника в работе» Этот рояль сейчас находится в непригодном для игры состоянии, однако в 2011 г., по заказу «Классик Штифтунг Веймар», современный мастер Пол Макналти создал реплику рояля Буасело, которая сейчас представлена рядом с оригиналом). В своей резиденции в Веймаре Ференц Лист, помимо Буасело, также имел инструмент «Эрар», «фортепиано-орган» от Александре, рояль Бехштейн и инструмент Бетховена «Бродвуд».

## Киновоплощения
- 1947 — «Песнь любви[англ.]», режиссёр Кларенс Браун, в роли Листа — Генри Дэниелл (США).
- 1952 — «Композитор Глинка», в роли Листа — Святослав Рихтер (СССР).
- 1955 — «Волшебный огонь[англ.]», режиссёр Уильям Дитерле, в роли Листа — Карлос Топсон[англ.] (США).
- 1955 — «Лола Монтес», режиссёр	Макс Офюльс, в роли Листа — Вилль Квадфлиг (Франция—ФРГ).
- 1960 — «Неоконченная песнь», режиссёры Чарльз Видор и Джордж Кьюкор, в роли Листа — Дирк Богард (США).
- 1970 — «Ференц Лист — Грёзы любви», в роли Листа — Имре Шинкович (СССР—Венгрия).
- 1975 — «Листомания», режиссёр Кен Рассел, в роли Листа — Роджер Долтри (Великобритания).
- 1991 — «Экспромт», режиссёр Джеймс Лэпин, в роли Листа — Джулиан Сэндс (Великобритания—Франция).